# 1. asociační liga 1933/1934
1. asociační liga 1933/34 byla 10. oficiálním ročníkem československé fotbalové ligy. Soutěž vyhrál tým SK Slavia Praha, zajistil si 7. mistrovský titul, a obhájil tak titul z minulého ročníku. Do tohoto ročníku postoupily SK Židenice a SK Čechie Karlín. Do druhé ligy sestoupily SK Náchod a SK Viktoria Žižkov. Nejlepšími střelci této sezony se stali Jiří Sobotka (Slavia) a Raymond Braine (Sparta), oba vstřelili po 18 brankách.

## Konečná tabulka 1. asociační ligy 1933/34
| Poř.          | Tým                | Z  | V  | R | P  | VG | OG | TP  | B  |
| ------------- | ------------------ | -- | -- | - | -- | -- | -- | --- | -- |
| Zlatá medaile | SK Slavia Praha    | 18 | 14 | 2 | 2  | 63 | 26 | +37 | 30 |
| 2.            | AC Sparta Praha    | 18 | 10 | 5 | 3  | 59 | 32 | +27 | 25 |
| 3.            | SK Kladno          | 18 | 9  | 3 | 6  | 41 | 35 | +6  | 21 |
| 4.            | Teplitzer FK       | 18 | 6  | 6 | 6  | 33 | 27 | +6  | 18 |
| 5.            | AFK Bohemians      | 18 | 5  | 7 | 6  | 40 | 48 | -8  | 17 |
| 6.            | SK Viktoria Plzeň  | 18 | 8  | 0 | 10 | 38 | 40 | -2  | 16 |
| 7.            | SK Čechie Karlín   | 18 | 6  | 4 | 8  | 33 | 57 | -24 | 16 |
| 8.            | SK Židenice        | 18 | 5  | 4 | 9  | 36 | 45 | -9  | 14 |
| 9.            | SK Viktoria Žižkov | 18 | 4  | 4 | 10 | 34 | 46 | -12 | 12 |
| 10.           | SK Náchod          | 18 | 4  | 3 | 11 | 29 | 50 | -21 | 11 |

## Rekapitulace soutěže
| Československá fotbalová liga 1933/34      |                            |
|                                            |                            |
| Ocenění                                    |                            |
| Vítěz                                      | SK Slavia Praha (7. titul) |
| Kvalifikace do evropských pohárů           |                            |
| Mitropa Cup                                | SK Slavia Praha            |
| Mitropa Cup                                | AC Sparta Praha            |
| Mitropa Cup                                | SK Kladno                  |
| Mitropa Cup                                | Teplitzer FK               |
| Vítěz domácího poháru                      |                            |
| Středočeský pohár                          | AC Sparta Praha            |
| Pohyb v soutěži                            |                            |
| Sestupující do divize                      | SK Viktoria Žižkov         |
|                                            | SK Náchod                  |
| Postupující do I. ligy                     | SK Prostějov               |
|                                            | SK Plzeň                   |
|                                            | AFK Kolín                  |
|                                            | DFC Prag                   |
| Nejlepší střelci                           |                            |
| Jiří Sobotka (SK Slavia Praha) – 18 gólů   |                            |
| Raymond Braine (AC Sparta Praha) – 18 gólů |                            |

## Soupisky mužstev

### SK Slavia Praha
Alois Bureš (1/0/0),
František Plánička (15/0/2),
Augustin Zeman (2/0/0) –
Vojtěch Bradáč (6/3),
Štefan Čambal (17/1),
Adolf Fiala (15/1),
Karel Hejma (3/0),
František Heřmánek (3/0),
Bohumil Joska (7/0),
František Junek (12/3),
Vlastimil Kopecký (15/16),
Rudolf Krčil (15/0),
Bedřich Pech (11/0),
Antonín Puč (17/17),
Jaromír Skála (1/0),
Jiří Sobotka (15/15),
František Svoboda (13/10),
Adolf Šimperský (4/0),
Antonín Vodička (16/1),
Ladislav Ženíšek (10/0) –
trenéři Josef Sloup-Štaplík a Kálmán Konrád

### AC Sparta Praha
Bohumil Klenovec (8/0/2),
Antonín Ledvina (4/0/1),
Josef Švec (6/0/1) –
Jaroslav Bouček (18/0),
Raymond Braine (16/18),
Jaroslav Burgr (10/0),
Josef Čtyřoký (18/0),
Ferdinand Faczinek (2/0),
Václav Hruška (8/4),
Géza Kalocsay (18/7),
František Kloz (1/0),
Jan Knobloch-Madelon (1/0),
Bohuslav Komberec (5/2),
Josef Košťálek (17/0),
Arnošt Kreuz (1/0),
Václav Mrázek (7/0),
Oldřich Nejedlý (17/11),
František Pelcner (11/5),
Josef Sedláček II (4/1),
Josef Silný (8/1),
Erich Srbek (18/2) –
trenér Ferenc Szedlacsek

### SK Kladno
Oldřich Šesták (4/0/-0,
Karel Tichý (14/0/3) –
Václav Bouška (18/1),
Antonín Černý (16/1),
Jiří Fišer (12/1),
Emil Habr (18/0),
Karel Hromádka (7/5),
Josef Junek I (18/2),
František Kloz (13/16),
Ludvík Koubek (3/0),
Karel Kraus (15/0),
František Nejedlý (17/4),
Václav Nový (11/5),
Josef Pleticha (4/0),
Karel Podrazil (4/1),
Miroslav Procházka (18/5),
Bohumil Prošek (1/0),
Oldřich Svirák (2/0),
Václav Vraga (3/0) –
trenér Ferdinand Üblacker, hrající trenér Josef Pleticha

### Teplitzer FK
Čestmír Patzel (18/0/8) –
Stefan Csano (4/1),
Armin Grünfeld (3/0),
Gustav Haberstroh (14/7),
Rudolf Kettner (2/1),
Karl Koder (6/2),
Ervín Kovács (16/2),
... Kralitschek (1/0),
Rudolf Krčil (3/0),
Karl Krückl (13/0),
Willi Mizera (17/0),
David Molnár (2/0),
Josef Müllner (12/3),
Vilhelm Náhlovský (17/1),
Tomáš Porubský (5/1),
Stefan Pospichal (9/1),
Istavn Roth (10/10),
Geza Sandor (1/0),
Josef Sedlatschek (1/0),
Heinrich Schöpke (18/0),
Paul Stiassny (1/0),
Adolf Tschörpel (1/0),
Martin Watzata (7/0),
Eduard Wenzel (1/0),
Rudolf Zosel (16/3) –
trenér Gyula Faragó

### Bohemians AFK Vršovice
František Hochmann I (1/0/-),
Jozef Hušťava (4/0/-),
Antonín Šimek (12/0/-) –
Karel Bejbl (15/6),
Karel Bernášek (14/5),
Václav Brabec-Baron (11/3),
Karel Brichta (5/3),
Josef Červenka (4/1),
Vilém Červený (14/1),
František Fait (10/3),
... Hála (3/0),
Karel Jehlička (12/3),
Antonín Kašpar (1/0),
Franz Kleinpeter (2/0),
Gejza Kocsis (9/6),
František Kolenatý (3/0),
Antonín Lanhaus (18/0),
Antonín Perner (8/0),
Leopold Prokop (4/0),
Jaromír Skála (8/0),
Jaroslav Štumpf (4/3),
František Tyrpekl (18/0),
Josef Uher (8/3),
Josef Vrba (1/0),
Franz Wiessner (2/0),
Jan Wimmer (7/2) –
hrající trenér Antonín Perner

### SK Viktoria Plzeň
František Jabornický (-/0/-),
Adolf Žaloudek (-/0/-) –
Jaroslav Bešťák (-/0),
Vladimír Bína (-/4),
Ladislav Čulík (-/11),
František Fábera (-/0),
Karel Hess (-/10),
Václav Horák (-/7),
Karel Hromádka (-/1),
Václav Kašpar (-/2),
František Mizera (-/0),
Bohumil Mudra (-/0),
Antonín Názler (-/0),
Jindřich Protiva (-/0),
Ladislav Přibáň (-/0),
František Rajniš (-/1),
František Šimek (-/0),
Alois Talacko (-/1),
Jaroslav Vlček (-/1) –
trenéři Jindřich Kučera a Gyula Faragó

### SK Čechie Karlín
Karel John (-/0/-),
Karel Krupa (-/0/-) –
Jaroslav Bubeníček (-/14),
Josef Kusala (-/2),
Karel Langhans (-/0),
Antonín Mašek (-/1),
Ladislav Mráz (-/1),
Otto Mráz (-/10),
Jaroslav Novák (-/0),
Bohumil Nussbauer (-/0),
Václav Pištěk (-/1),
František Rozvoda (-/0),
Alois Skočdopole (-/2),
Václav Strejček (-/0),
Emanuel Troníček (-/2),
František Vodička (-/0),
Karel Votruba (-/0) –
trenér ...

### SK Židenice
Sergej Bulgakov (9/0/0),
Richard Medowich (2/0/0),
Jaroslav Vojta (7/0/0) –
Ludvík Báča (2/0),
Karel Černý (2/0),
Wolf Friese (4/0),
František Galler (16/1),
František Chlup (1/0),
Elmar Kovacs (5/0),
Pavol Molnár (5/0),
Jaroslav Moták (17/13),
Jozef Néder (16/1),
Karel Pešek (13/0),
Asen Pešev (1/0),
Karel Podrazil (1/0),
Stefan Pospichal (3/0),
Ladislau Raffinsky (9/0),
Ondrej Roman (5/1),
Oldřich Rulc (18/8),
Jan Smolka (15/1),
Josef Smolka (12/3),
Antonín Suchánek (17/0),
František Šterc (15/5),
Josef Tichý (1/1),
Evžen Veselý (2/1) –
trenér Václav Vohralík

### SK Viktoria Žižkov
Václav Benda I (-/0/-),
Pavel Miškovský (-/0/-) –
Jan Davídek (-/1),
Alois Doležal (-/0),
František Dráb (8/0),
Jaroslav Hrázský (8/0),
Václav Hruška (-/5),
Josef Kedles (-/0),
Antonín Křišťál (-/1),
... Lhoták (3/0),
Jan Štěpán (Matěj) (-/0),
Alois Mourek (-/0),
... Němec (12/1),
Josef Nolly (7/3),
Jan Prokop (15/1),
Václav Průša (-/3),
Emil Seifert (3/0),
Karel Steiner (-/4),
Josef Suchý (-/0),
... Šťastný (2/1),
Antonín Toula (-/1),
František Wimmer (3/0),
Oldřich Zajíček (-/13) –
hrající trenér Emil Seifert

### SK Náchod
Rudolf Franc (-/0/-),
Jaroslav Nývlt (-/0/-) –
Václav Brabec-Baron (-/1),
Jaroslav Dobeš (-/3),
Václav Dobeš (-/0),
Adolf Herynek (-/0),
Bohumil Joska (-/1),
Alois Kliment (-/0),
Rudolf Kos (-/0),
Ludvík Koubek (3/1),
František Kuchta (-/4),
František Lochman (-/0),
Antonín Lössig (-/1),
František Mareš I (18/0),
Oldřich Nývlt (-/2),
František Stejskal (18/1),
Rudolf Šafr (-/1),
Josef Tichý (16/12),
Josef Vojtěch (-/1),
František Wieser (-/0),
Vilém Zlatník (-/1) –
trenéři Ferenc Szedlacsek a Leopold Listopad